# Türksat
Türksat est l'unique opérateur turc de satellite de télécommunications dont le siège se situe à Ankara.
Il gère les satellites Türksat 3A et 4A (à 42 degrés Est) et  ainsi que le satellite Türksat 4B (à 50 degrés Est). Il est également partie prenante des activités de télécommunications gouvernementales par satellite pour la Turquie.

## Missions
| Satellite  | Plateforme      | Date             | Base de lancement       | Lanceur  | Masse    | Durée de vie | État                                            |
| ---------- | --------------- | ---------------- | ----------------------- | -------- | -------- | ------------ | ----------------------------------------------- |
| Türksat 1A | Spacebus 2000   | 24 janvier 1994  | Centre spatial guyanais | Ariane 4 | 1 743 kg | 10 ans       | Échec de lancement                              |
| Türksat 1B | Spacebus 2000   | 10 août 1994     | Centre spatial guyanais | Ariane 4 | 1 743 kg | 10 ans       | Fin d'activité en 2006                          |
| Türksat 1C | Spacebus 2000   | 9 juillet 1996   | Centre spatial guyanais | Ariane 4 | 1 743 kg | 10 ans       | Fin d'activité en 2010                          |
| Türksat 2A | Spacebus 3000B3 | 10 janvier 2001  | Centre spatial guyanais | Ariane 4 | 3 530 kg | 12 ans       | Fin d'activité en 2016                          |
| Türksat 3A | Spacebus 4000B2 | 13 juin 2008     | Centre spatial guyanais | Ariane 5 | 3 110 kg | 15 ans       | En activité                                     |
| Türksat 4A | MELCO DS2000    | 14 février 2014  | Cosmodrome de Baïkonour | Proton-M | 4 850 kg | 15 ans       | En activité                                     |
| Türksat 4B | MELCO DS2000    | 16 octobre 2015  | Cosmodrome de Baïkonour | Proton-M | 4 924 kg | 15 ans       | En activité                                     |
| Türksat 5A | Eurostar E3000e | 8 janvier 2021   | Cap Canaveral           | Falcon 9 | 3 500 kg | 15 ans       | Mise en activité prévue au second semestre 2021 |
| Türksat 5B | Eurostar E3000e | 19 décembre 2021 | Cap Canaveral           | Falcon 9 | 4 500 kg | 15 ans       | Mise en service en 2022                         |
| Türksat 6A |                 | 2022             | Inconnu                 | Inconnu  | 4 250 kg | 15 ans       | En développement                                |

## Satellites
- Türksat  1A
- Türksat  1B
- Türksat  1C
- Türksat  2A
- Türksat  3A
- Türksat  4A
- Türksat  4B
- Türksat  5A
- Türksat  5B
- Türksat  6A